# Kranj
Kranj – byen ligger i det centrale del af Gorenjska, Sloveniens nordvestlige område under skråningerne af Alperne, på en højde af 385 meter over havets overflade og dækker et område af 148 km².
Det menes, at området var beboet i det første århundrede f.Kr., og at Kranj var regeringssædet for den magtfulde slovenske prins Vojnomir i perioden under overgangen fra Romerriget til Middelalderen. 
I Middelalderen udviklede byen sig til en vigtig handelscenter og fik status som by i det 13. århundrede.